# 1996년 하계 올림픽 레슬링
1996년 하계 올림픽 레슬링(영어: Wrestling at the 1996 Summer Olympics)은 1996년 하계 올림픽의 정식 종목으로 진행된 레슬링 경기로 1996년 9월 28일부터 10월 1일까지 미국 애틀랜타에서 열렸다.

## 경기장
- 조지아 월드 콩그레스 센터

## 메달 집계
| 순위 | 국가                         | 금메달 | 은메달 | 동메달 | 합계 |
| ---- | ---------------------------- | ------ | ------ | ------ | ---- |
| 1    | 러시아 (RUS)                 | 4      | 1      | 2      | 7    |
| 2    | 미국 (USA)                   | 3      | 4      | 1      | 8    |
| 3    | 폴란드 (POL)                 | 3      | 1      | 1      | 5    |
| 4    | 튀르키예 (TUR)               | 2      | 0      | 1      | 3    |
| 5    | 대한민국 (KOR)               | 1      | 3      | 0      | 4    |
| 6    | 이란 (IRI)                   | 1      | 1      | 1      | 3    |
| 6    | 쿠바 (CUB)                   | 1      | 1      | 1      | 3    |
| 8    | 아르메니아 (ARM)             | 1      | 1      | 0      | 2    |
| 9    | 우크라이나 (UKR)             | 1      | 0      | 3      | 4    |
| 10   | 조선민주주의인민공화국 (PRK) | 1      | 0      | 1      | 2    |
| 10   | 카자흐스탄 (KAZ)             | 1      | 0      | 1      | 2    |
| 12   | 불가리아 (BUL)               | 1      | 0      | 0      | 1    |
| 13   | 벨라루스 (BLR)               | 0      | 3      | 1      | 4    |
| 14   | 독일 (GER)                   | 0      | 1      | 2      | 3    |
| 15   | 아제르바이잔 (AZE)           | 0      | 1      | 0      | 1    |
| 15   | 캐나다 (CAN)                 | 0      | 1      | 0      | 1    |
| 15   | 프랑스 (FRA)                 | 0      | 1      | 0      | 1    |
| 15   | 핀란드 (FIN)                 | 0      | 1      | 0      | 1    |
| 19   | 몰도바 (MDA)                 | 0      | 0      | 1      | 1    |
| 19   | 스웨덴 (SWE)                 | 0      | 0      | 1      | 1    |
| 19   | 일본 (JPN)                   | 0      | 0      | 1      | 1    |
| 19   | 조지아 (GEO)                 | 0      | 0      | 1      | 1    |
| 19   | 중화인민공화국 (CHN)         | 0      | 0      | 1      | 1    |
| 합계 | 합계                         | 20     | 20     | 20     | 60   |

### 메달리스트

#### 남자 자유형
| 종목         | 금                             | 은                                 | 동                              |
| ------------ | ------------------------------ | ---------------------------------- | ------------------------------- |
| 48kg 자세히  | 김일 · 조선민주주의인민공화국  | 아르멘 므크르치얀 · 아르메니아     | 알렉시스 빌라 · 쿠바            |
| 52kg 자세히  | 발렌틴 요르다노프 · 불가리아   | 나미크 아브둘라예프 · 아제르바이잔 | 마울렌 마미로프 · 카자흐스탄    |
| 57kg 자세히  | 켄들 크로스 · 미국             | 기비 시사우리 · 캐나다             | 리영삼 · 조선민주주의인민공화국 |
| 62kg 자세히  | 톰 브랜즈 · 미국               | 장재성 · 대한민국                  | 엘브루스 테데예우 · 우크라이나  |
| 68kg 자세히  | 바딤 보기예프 · 러시아         | 타운젠드 손더스 · 미국             | 자자 자지로우 · 우크라이나      |
| 74kg 자세히  | 부바이사르 사이티예프 · 러시아 | 박장순 · 대한민국                  | 오타 다쿠야 · 일본              |
| 82kg 자세히  | 하지무라트 마고메도프 · 러시아 | 양현모 · 대한민국                  | 아미르 레자 하뎀 · 이란         |
| 90kg 자세히  | 라술 하뎀 · 이란               | 마하르베크 하다르체프 · 러시아     | 엘다르 쿠르타니제 · 조지아      |
| 100kg 자세히 | 커트 앵글 · 미국               | 아바스 자디디 · 이란               | 아라바트 자베예프 · 독일        |
| 130kg 자세히 | 마흐무트 데미르 · 튀르키예     | 알렉세이 메드베데프 · 벨라루스     | 브루스 바움가트너 · 미국        |

#### 남자 그레코로만형
| 종목         | 금                                 | 은                             | 동                               |
| ------------ | ---------------------------------- | ------------------------------ | -------------------------------- |
| 48kg 자세히  | 심권호 · 대한민국                  | 알렉산드르 파블로프 · 벨라루스 | 자파르 굴리예프 · 러시아         |
| 52kg 자세히  | 아르멘 나자랸 · 아르메니아         | 브랜던 폴슨 · 미국             | 안드리 칼라슈니코우 · 우크라이나 |
| 57kg 자세히  | 유리 멜니첸코 · 카자흐스탄         | 데니스 홀 · 미국               | 성쩌톈 · 중화인민공화국          |
| 62kg 자세히  | 브워지미에시 자바츠키 · 폴란드     | 후안 마렌 · 쿠바               | 메흐메트 아키프 피림 · 튀르키예  |
| 68kg 자세히  | 리샤르트 볼니 · 폴란드             | 가니 얄루즈 · 프랑스           | 알렉산드르 트레티야코프 · 러시아 |
| 74kg 자세히  | 필리베르토 아스쿠이 · 쿠바         | 마르코 아셀 · 핀란드           | 유제프 트라치 · 폴란드           |
| 82kg 자세히  | 함자 예를리카야 · 튀르키예         | 토마스 찬더 · 독일             | 발레리 칠렌티 · 벨라루스         |
| 90kg 자세히  | 비야체슬라우 올리니크 · 우크라이나 | 야체크 파핀스키 · 폴란드       | 마이크 불만 · 독일               |
| 100kg 자세히 | 안제이 브론스키 · 폴란드           | 세르게이 리시트반 · 벨라루스   | 미카엘 융베리 · 스웨덴           |
| 130kg 자세히 | 알렉산드르 카렐린 · 러시아         | 맷 가파리 · 미국               | 세르게이 무레이코 · 몰도바       |